# بريدجيت دير
بريدجيت دير (بالإنجليزية: Bridget Dwyer)‏ هي لاعبة غولف أمريكية، ولدت في 16 سبتمبر 1980 في أواهو في الولايات المتحدة.